# اوزالپ
اوزالپ (به ترکی استانبولی: Özalp) شهری است در کشور ترکیه که در استان وان واقع شده‌است. جمعیت این شهر بر اساس سرشماری سال ۲۰۰۸ میلادی ۱۰٬۵۹۶ نفر و بر اساس برآوردهای سال ۲۰۰۹ میلادی ۱۱٬۷۹۰ نفر می‌باشد.